# Raions de Letònia

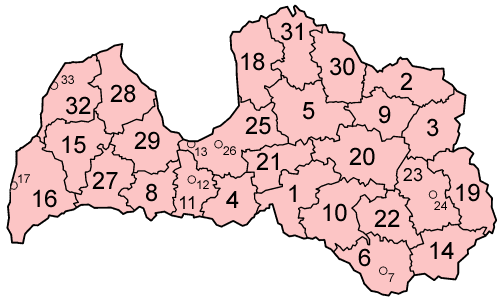
Raions de Letònia

Els raions de Letònia (també es poden anomenar Districtes) eren la divisió administrativa vigent a Letònia abans de l'1 de juliol de 2009. Letònia estava dividida en 26 raions administratius (en letó: administratīvais rajons, en plural administratīvie rajoni) i 7 ciutats sota jurisdicció estatal (en letó: republikas pilsēta, en plural republikas pilsētas), indicades amb un asterisc a la llista de sota:
- Raion d'Aizkraukles
- Raion d'Aluksnes
- Raion de Balvu
- Raion de Bauskas
- Raion de Cesu
- Daugavpils *
- Raion de Daugavpils
- Raion de Dobeles
- Raion de Gulbenes
- Raion de Jekabpils
- Jelgava *
- Raion de Jelgava
- Jurmala *
- Raion de Kraslava
- Raion de Kuldigas
- Liepāja *
- Raion de Liepaja
- Raion de Limbažu
- Raion de Ludza
- Raion de Madonas
- Raion d'Ogres
- Raion de Preiļi
- Rēzekne *
- Raion de Rezekne
- Riga *
- Raion de Riga
- Raion de Saldus
- Raion de Talsi
- Raion de Tukuma
- Raion de Valkas
- Raion de Valmieras
- Ventspils *
- Raion de Ventspils
- Vilani